# Антонівка (Лип'янська сільська громада)
Анто́нівка — село Лип'янської сільської громади Звенигородського району Черкаської області. Центр сільської ради, до якої входять також села Глиняна Балка і Коротине. Розташоване за 22 км від міста Шпола і залізничної станції.
Населення 606 чоловік (941 у 1972 році).

## Історія
Село засновано наприкінці XVII ст. на річці Товмач. За переказом назва села пішла від імені його засновника козака Антонія, який побудував там свою хату. Згодом біля нього оселилися й інші поселенці.
272 мешканця села брали участь у Другій світовій війні. З них 102 нагороджені орденами і медалями. В. Г. Тирсі присвоєно звання Героя Радянського Союзу. На честь 160, загиблих у боях, односельців в селі споруджено обеліск Слави.
За радянських часів в селі працював колгосп «Дружба», що використовував 3,6 тис. га сільськогосподарських угідь, у тому числі 3,4 га орної землі. Виробничий напрям господарства був зерново-тваринницький. За високі показники у вирощуванні високих урожаїв орденами і медалями станом на 1972 рік було нагороджено 51 чоловік, а комбайнер І. К. Люлько — орденом Леніна.
Станом на 1972 рік у селі працювала середня школа, де навчалось 333 учня, клуб на 250 місць, бібліотека з книжковим фондом 8,4 тисяч примірників, дільнича лікарня на 25 ліжок. Було 50 комуністів і 57 комсомольців.

## Постаті
Уродженцем села є Майоренко Станіслав Олексійович (1962—2015), учасник російсько-української війни.